# 삼매
삼매(三昧)는 산스크리트어 사마디(산스크리트어: समाधि) 또는 삼마디의 한역어로, 인도의 요가(yoga), 불교 등에서 말하는 고요함 · 적멸(寂滅) · 적정(寂靜)의 명상 상태 또는 정신집중 상태를 말한다. 보통 독서삼매에 빠졌다고 할 때, 고도의 정신집중으로 매우 고요한 상태에 빠졌다는 의미이다. 깨어있는 상태로 고요한 것이지, 졸면서 고요한 상태를 말하는 것이 아니다.
지눌은 정혜쌍수를 주장했는데, 정이 삼매 · 고요함이고, 혜가 관조 · 위파사나 · 관법을 말한다.

## 투리야
투리야는 유상삼매, 일시적 무상삼매, 완전한 무상삼매에서 나타난다.
인간인 욕계(欲界), 천사인 색계(色界), 신인 무색계(無色界), 깨달은자는 투리야(Turiya)의 세계에 태어난다고 한다. 힌두교의   유상삼매(有想三昧), 일시성 무상삼매(無想三昧), 완전한 무상삼매(無想三昧)에서 경험하는데 유상삼매에서는 매우 노력해야 잠깐, 무상삼매는 매우 노력하지 않아도 얼마간[一時] 드는 경지이고, 완벽한 무상삼매에서는 깨나 어디에서나 투리야 상태가 지속된다.

## 같이 보기
- 불교
  - 삼마지
  - 3삼매
  - 3해탈문
  - 전의
  - 열반 · 해탈 · 보리 · 반야
- 힌두교
  - 아트마 즈냐나
  - 범아일여
  - 아트만
  - 브라만